# Aïn Fakroun
Aïn Fakroun är en ort i Algeriet.   Den ligger i provinsen Oum El Bouaghi, i den norra delen av landet, 400 km öster om huvudstaden Alger. Aïn Fakroun ligger 953 meter över havet och antalet invånare är 68 433.
Terrängen runt Aïn Fakroun är huvudsakligen platt, men österut är den kuperad.Runt Aïn Fakroun är det ganska tätbefolkat, med 93 invånare per kvadratkilometer. Aïn Fakroun är det största samhället i trakten. Trakten runt Aïn Fakroun består till största delen av jordbruksmark.